# Kadov u Moravského Krumlova
Kadov (deutsch Kodau) ist eine Gemeinde in Tschechien. Sie liegt acht Kilometer südlich von Moravský Krumlov und gehört zum Okres Znojmo.

## Geographie
Kadov befindet sich am Oberlauf des Baches Kadovský potok in der Bobravská vrchovina (Bobrawa-Bergland). Nordöstlich erhebt sich der Lesonický kopec (377 m n.m.), im Südosten die Kadovská hora (Kodauer Berg, 367 m n.m.), südlich die Pustina (340 m n.m.) und im Nordwesten der Na Vartě (323 m n.m.). Einen reichlichen Kilometer westlich des Dorfes verläuft die Staatsstraße II/413 zwischen Moravský Krumlov und Hostěradice.
Nachbarorte sind Dobelice und Petrovice im Norden, Lesonice, Leskoun und Vedrovice im Nordosten, Bohutice und Miroslavské Knínice im Osten, Suchohrdly u Miroslavi, Pemdorf und Miroslav im Südosten, Hostěradice im Süden, Míšovice und Skalice im Südwesten, Trstěnice im Westen sowie Džbánice, Čermákovice, Tulešice und Vémyslice im Nordwesten.

## Geschichte
Archäologische Funde belegen eine slawische Besiedlung des Gemeindegebiets während der späten Burgwallzeit (doba mladohradištní) zwischen 950 und 1200.
Die erste schriftliche Erwähnung des Ortes erfolgte 1235 in einer Urkunde des Markgrafen Přemysl für das Nonnenkloster in Doubravník, in der er dem Kloster u. a. das Kirchpatronat in Chadau bestätigte. Es wird angenommen, dass der Burggraf Stefan von Medlov dem von ihm zwischen 1228 und 1231 gegründeten Kloster das Patronat über sein Gut Chadau überließ. Im Jahre 1382 wurde das Dorf als Cadow bezeichnet. Nach der Aufhebung des Klosters Doubravník fiel das Patronat 1440 wieder den Herren von Pernstein als Besitzern des Gutes zu. Ab 1513 wurde das Dorf Kodav genannt. Im Jahre 1540 erwarb Wilhelm/Vilém Kuna d. Ä. von Kunstadt († 1548) einen Zins von den Dörfern Kodav und Petrovice vom Kloster Žďár. Johann von Pernstein verkaufte das Dorf und die Pfarre Kodav einschließlich vier Insassen in Moschkowitz 1545 an Sigmund Jiří Valecký von Mírov, der auch 1564 Mißlitz erwarb und zu seinem Sitz machte. Ein zum Klostergut Daleschitz gehöriger Anteil des Dorfes mit sieben Untertanen wurde 1564 durch Heinrich von Kralitz gegen sieben Gänse und 14 Hühner von der Anfallsverbindlichkeit freigestellt. In der Mitte des 15. Jahrhunderts wurde die Pfarre Kodav protestantisch. 1567 verkaufte Sigmund Jiří Valecký von Mírov die Herrschaft Mißlitz an Wenzel Hoditzky von Hoditz. Nach der Schlacht am Weißen Berg wurden die Güter des Hynko Hoditzky von Hoditz konfisziert und 1625 an Gundaker von Liechtenstein verkauft, der sie seiner Herrschaft Kromau zuschlug. In der nachfolgenden Zeit erlosch die Pfarre, das Dorf wurde rekatholisiert und nach Hosterlitz eingepfarrt. Im Jahre 1634 erhob Gundaker von Liechtenstein die Herrschaft Kromau mit dem angeschlossenen Gut Wolframitz unter dem Namen Herrschaft Liechtenstein zu einem Fideikommiss. 1643 wurde der Ort als Kadau bezeichnet. Zum Ende des Dreißigjährigen Krieges verwüsteten schwedische Truppen im Jahre 1645 das Dorf und plünderten die Kirche. 1647 trat Gundaker von Liechtenstein die Herrschaft Liechtenstein seinem Sohn Ferdinand Johann († 1662) ab. Nachfolgende Besitzer waren dessen Bruder Hartmann von Liechtenstein, danach von 1686 bis 1709 dessen Sohn Maximilian Jakob Mauritz, ab 1711 dessen Bruder Anton Florian, ab 1721 dessen Sohn Josef Johann Adam, ab 1732 dessen Sohn Johann Nepomuk Karl. Nachdem letzterer 1748 ohne Nachkommen verstorben war, erbte Josef Wenzel von Liechtenstein die Herrschaft. Am 20. März 1751 tauschte er die Herrschaft Kromau bei seinem Bruder Emanuel gegen die Allodialherrschaft Lundenburg ein. Dabei wurde das Dorf erstmals Kodau genannt. Am 26. Mai 1753 wurde in Kodau eine Lokalie auf Kosten der Gemeinde eingerichtet und die Kirche dem hl. Bartholomäus geweiht, zu dieser Zeit erfolgte auch die Einrichtung einer Schule. Im Jahre 1771 erbte Karl Borromäus von Liechtenstein die Herrschaft Kromau, ihm folgten ab 1789 dessen Sohn Karl Joseph Emanuel (1765–1795) und ab 1796 dessen Sohn Karl Joseph (1790–1865). 1793 lebten in Kodau 361 Personen.
Im Jahre 1834 bestand Kodau bzw. Kadow aus 75 Häusern mit 433 deutschsprachigen Einwohnern, die vom Feld-, Wein- und Obstbau lebten. Unter dem Patronat der Obrigkeit standen die Lokalkirche der hll. Philippus und Jakobus und die Schule. Bei Kodau wurden zwei ergiebige Kalkbrüche und zwei Kalköfen betrieben. Beim Ausbruch der Cholera starben im Jahre 1836 50 Einwohner. 1845 erfolgte der Bau eines neuen Pfarrhauses. Bis zur Mitte des 19. Jahrhunderts war Kodau der Fideikommiss-Primogeniturherrschaft Kromau mit Groß-Tajax und dem Allodialgut Frainspitz untertänig.
Nach der Aufhebung der Patrimonialherrschaften bildete Kodau / Kadov ab 1849 eine Gemeinde im Gerichtsbezirk Kromau. 1868 wurde die Gemeinde Teil des Bezirkes Kromau. Im Jahre 1880 lebten in Kodau 420 Deutsche und 24 Tschechen; zehn Jahre später hatte die Gemeinde 400 Einwohner, davon waren 353 Deutsche und 47 Tschechen. Das Schulhaus wurde 1883 aufgestockt und der zweiklassige Unterricht aufgenommen. Der Bergbau auf Eisenerz wurde 1888 eingestellt. Die Freiwillige Feuerwehr wurde 1893 gegründet. Im Jahre 1910 bestand Kodau aus 92 Häusern und hatte 401 Einwohner, davon waren 394 Deutsche und sechs Tschechen. Der Konfession nach lebten in dem Dorf 396 Katholiken, drei Juden und ein Protestant.
Nach dem Ersten Weltkrieg zerfiel der Vielvölkerstaat Österreich-Ungarn, die Gemeinde wurde 1918 Teil der neu gebildeten Tschechoslowakischen Republik. Im Jahre 1921 lebten in Kodau 439 Menschen, darunter 380 Deutsche und 43 Tschechen. 1930 bestand das Dorf aus 98 Häusern und hatte 372 Einwohner, davon waren 338 Deutsche und 24 Tschechen. Um 1930 wurden die Kalksteinbrüche stillgelegt. Nach dem Münchner Abkommen wurde das an der Sprachgrenze gelegene Dorf 1938 dem Deutschen Reich zugeschlagen und gehörte bis 1945 zum Landkreis Znaim. Im Jahre 1939 lebten in Kodau 374 Personen, davon waren 250 Deutsche und 24 Tschechen. Nach dem Ende des Zweiten Weltkrieges kam Kadov zur Tschechoslowakei zurück und wurde wieder dem Okres Moravský Krumlov zugeordnet. Die deutschsprachige Bevölkerung wurde in den Jahren 1945 bis 1946 überwiegend nach Deutschland vertrieben, etwa 20 Personen wurden in Österreich ansässig. Bei der Gebietsreform von 1960 wurde Kadov im Zuge der Aufhebung des Okres Moravský Krumlov dem Okres Znojmo zugeordnet. In den 1970er Jahren erfolgte der Bau eines Kulturhauses. Die Schule wurde 1977 geschlossen und die Kinder nach Miroslav umgeschult. Später wurde auch der Kindergarten wegen zu geringer Auslastung aufgegeben. Der traditionelle Bartholomäus-Kirtag (Bartolomějské hody) wurde 1992 letztmals gefeiert, da es im Dorf keine Jugend mehr gab. Anlässlich der 770-Jahr-Feier erhielt Kadov im Jahre 2005 ein Wappen und Banner. Das baufällig gewordene Kulturhaus wurde 2007 mit Mitteln des Ministeriums für Kultur der Tschechischen Republik, des Jihomoravský kraj und Stiftung ČEZ rekonstruiert.

## Sehenswürdigkeiten

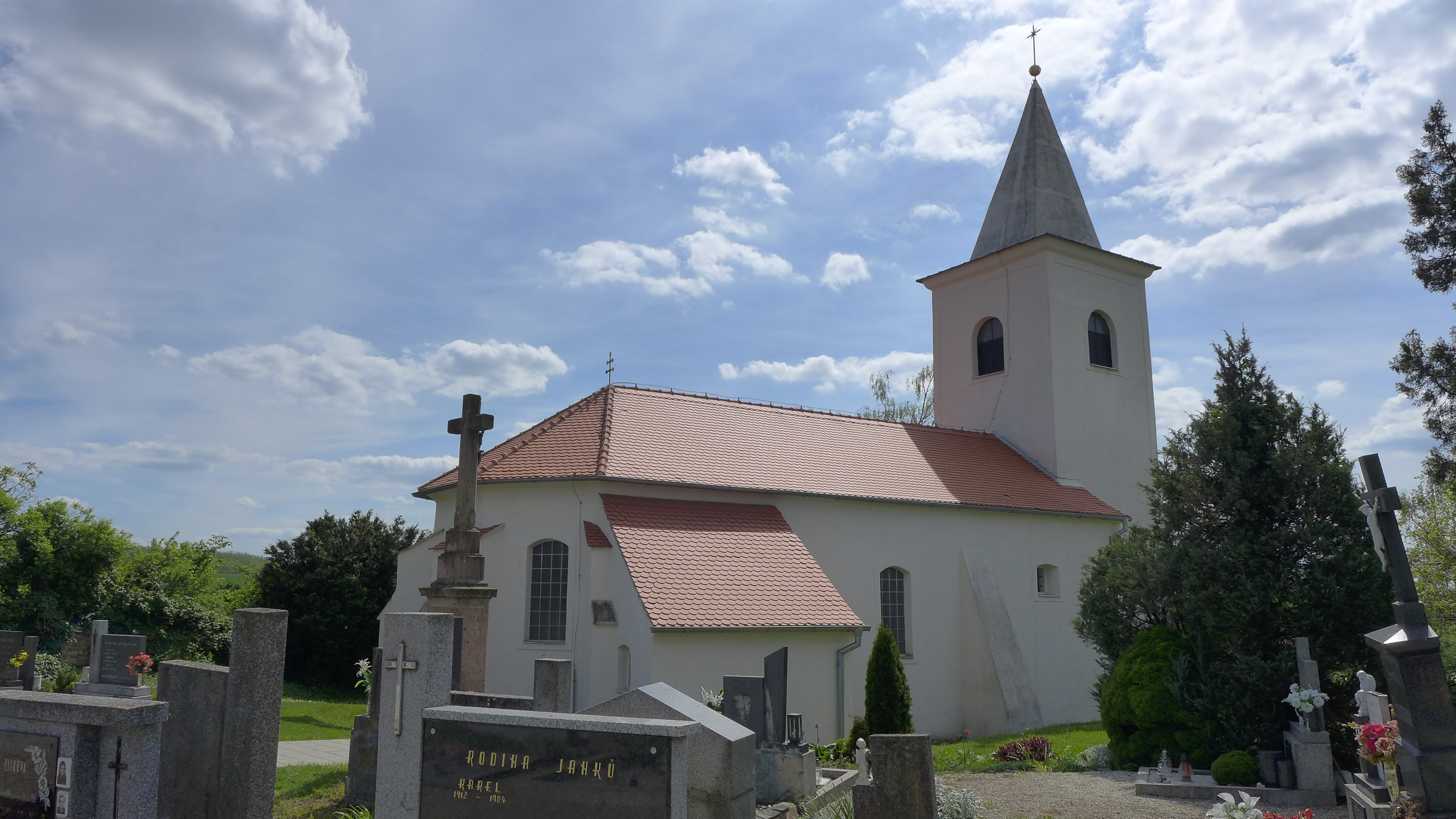
Kirche

- Kirche der Apostel Philippus und Jakobus, der im 15. Jahrhundert errichtete spätgotische Bau steht auf einer Kuppe am Dorfplatz. Ihre heutige Gestalt erhielt sie beim Umbau von 1822, bei dem auch die Kapelle der hl. Margarethe abgebrochen wurde. Die Kirche besitzt vier Altäre. Von 1753 bis 1822 war sie dem hl. Bartholomäus geweiht.
- Spätbarockes Friedhofstor mit mehreren Heiligenfiguren des Třebíčer Bildhauers Štěpán Pagan aus dem Jahre 1734. Auf dem Sims befinden sich Statuen der hl. Urban und Florian; in den vier Nischen Figuren der hl. Dreifaltigkeit, der Pieta sowie der hll. Rochus, Sebastian und Rosalia. Es wurde 2005 saniert.
- Statue des hl. Johannes von Nepomuk auf dem Dorfplatz vor dem Pfarrhaus, geschaffen 1738 von Štěpán Pagan
- Ehemaliges Pfarrhaus aus dem Jahre 1845. Im Jahre 2003 erwarb die Gemeinde das Gebäude und sanierte es. Heute ist darin das Gemeindeamt untergebracht.
- Steinerne Pestsäule mit geschmiedetem Doppelkreuz, errichtet 1617
- Kadovská skála, ehemaliger Kalksteinbruch im Tal des Kadovský potok, westlich des Dorfes